# Sparifankal
Sparifankal (bairisch für Teufel) war eine Münchner Band, die ab 1972 auftrat und bekannt war für ihre politischen Texte in bairischem Dialekt. Till (eigentlich: Tillmann) Obermaier erfand für ihren Stil, einen bayerisch-bluesigen Freistil, das Wort „Rübelmusik“.

## Werdegang
Vorausgegangen waren die Lyrikbände warum nacha ned? und friss wos i sog, die Michael Fruth und Carl-Ludwig Reichert unter dem Pseudonym Benno Höllteufel geschrieben und auch auf Platte veröffentlicht hatten. Julius Schittenhelm, der die Aufnahmen zur Lyrikplatte gemacht hatte, stellte den Kontakt zum Musiker Till Obermaier her.
Sparifankal lebte und arbeitete als Kommune im Kontext der sozialen und politischen Bewegungen der Siebzigerjahre (kostenlose Konzerte, Benefizveranstaltungen für gesellschaftlich und sozial Benachteiligte, alternative Weihnachtsfeste, Rock-Seminare, Musik mit Behinderten etc.). Von 1975 bis etwa Anfang 1980 lebten sie auf einem Bauernhof in Illbach bei Pleiskirchen im Landkreis Altötting. Dann löste sich die Band vorerst auf.
Die Gründungsmitglieder Carl-Ludwig Reichert und Till Obermaier, später Obermaier-Kotzschmar (im Frühjahr 2018 mit 69 Jahren verstorben), arbeiteten in der Folgezeit als Zündfunk-Moderatoren und Journalisten. Jan Dosch war Mitbegründer des Freien Musikzentrums in München.
Nach 18 Jahren Pause trat Sparifankal Ende 1999 wieder auf. Im Sommer 2005 löste sich die Band dann endgültig auf. C.-L. Reichert und Ulrich Bassenge spielten 2007 mit der mittlerweile aufgelösten Band Wuide Wachl die CD babbalababb ein.

## Sparifankal 2
Anfang September 2009 teilte Carl-Ludwig Reichert mit, dass Sparifankal 2 gegründet sei. Mitglieder der Band waren u. a.
- Bernie – Schlagzeug
- Andi Sturm – Bass
- Stani Kirov – Gitarre, Gesang
- Carl-Ludwig Reichert – Gitarre, Gesang

## Tonträger
Die erste Platte Bayern-Rock erschien erst 1976, nachdem die Gruppe schon mehrere Jahre lang zusammengearbeitet hatte. Aufgenommen wurde sie im Februar bei Konzerten im Theater K in München und im Jugendhaus Picnic in Erding. Die Themen reichen von Konsumzwang (da braune baaz) über ein Liebeslied (i mechd de gean amoi nackad seng) bis hin zum bluus fo da peamanentn razzia, einem Lied über Hausdurchsuchungen.
Huraxdax Drudnhax kam zwei Jahre später in die Läden. „Im Joar 2000 do weads uns no rechd grausn do wead uns no wos blian wamma uns ned rian …“: So beginnt ein Zwiefacher, der ausmalt, wohin sich das Leben um die Jahrtausendwende entwickeln könnte.
Negamusi ist ein Doppelalbum, das 1981 erschien. Die Seiten 3 und 4 wurden im Circus Gammelsdorf aufgenommen. Auffallend war, dass viele alte Texte von 1969 und 1970 mit Musik von 1980/81 versehen wurden.
Das letzte Werk, die CD dahoam is wo andas, erschien 2004. 2005 löste sich die Gruppe endgültig auf.

## Besetzung
- Ulrich Bassenge: Bass, Orgel, Gesang (auf 3, 4, 5; siehe „Alben“)
- Jan Dosch: Bass, Gitarre, Okarina, Gesang (auf 1, 4, 5)
- Roland Duckarm: Schlagzeug (auf 4, 5)
- Butze Fischer († 2002): Schlagzeug, Tablas, Kuhglocken (auf 2)
- Rudi Haunreiter: Schlagzeug, Perkussion (auf 3)
- Florian Laber: Bass, Gesang (auf 1)
- Stefan Liedtke: Gitarre, Banjo, Mundharmonikas, Maultrommel, Brummtopf (auf 2)
- Till Obermaier-Kotzschmar († 2018): Gesang, Dulcimer, (Bottleneck-)Gitarre, Kazoo, Dulcimer, Sulna (auf 1, 2, 3, 4, 5)
- Carl-Ludwig Reichert († 2023):  Gesang, Gitarre, 12-saitige Gitarre, Posthorn (auf 1, 2, 3, 4, 5)
- Anton Seutter von Loetzen: Gitarre (auf 4, 5)
- Günther Sonderwald: Schlagzeug, Triangel (auf 1)

## Alben
- 1976: Bayern-Rock, LP (1)
- 1978: Huraxdax Drudnhax, LP (2)
- 1981: Negamusi, Doppel-LP (3)
- 2004: Dahoam Is Wo Andas, CD (4)
- 2017: Bardentreffen Nürnberg 2002, Download (5)